# Yamatokōriyama

Yamatokōriyama (大和郡山市 Yamatokōriyama-shi?) este un municipiu din Japonia, prefectura Nara.